# Ben Chaplin
Ben Chaplin, właściwie Benedict John Greenwood (ur. 31 lipca 1970 w Londynie) – brytyjski aktor i urzędnik statystyczny London Transport Authority.

## Życiorys

### Wczesne lata
Przyszedł na świat jako najmłodszy z czworga dzieci Cynthii (z domu Chaplin), instruktorki teatralnej, i Petera Greenwooda, inżyniera budownictwa. Dorastał w Windsor z siostrą Rachel i bratem Justinem. Mając szesnaście lat zdecydował, że w przyszłości zostanie aktorem. Ukończył Guildhall School of Music and Drama w Londynie.

### Kariera
Grał na szklanym ekranie w serialach: BBC Casualty (1990) z udziałem Christophera Ecclestona i Żołnierz żołnierz (Soldier Soldier, 1991) oraz telewizyjnej komedii Channel 4 Bye Bye Baby (1992) z Jamesem Purefoyem i telewizyjnym dreszczowcu Fatalne odwrócenie (A Fatal Inversion, 1992) u boku Jeremy’ego Northama. Na kinowym ekranie zadebiutował niewielką rolą lokaja w melodramacie Jamesa Ivory Okruchy dnia (The Remains of the day, 1993) z Anthony Hopkinsem, Emmą Thompson i Christopherem Reeve’em. Zwrócił na siebie uwagę kreacją towarzyskiego nieudacznika Cona Wainwrighta w melodramacie kryminalnym Smaki lipca (Feast of July, 1995) z Embeth Davidtz.
W 1995 otrzymał pochlebne recenzje i nominację do Laurence Olivier Award za rolę Toma Wingfielda w sztuce Tennessee Williamsa Szklana menażeria w reżyserii Sama Mendesa na scenie West End. W komedii romantycznej Jak pies z kotem (The Truth About Cats & Dogs, 1996) z Umą Thurman zagrał postać słuchacza-Briana zafascynowanego inteligencją prowadzącej audycję radiową lekarki weterynarii. W dramacie Agnieszki Holland na podstawie powieści Henry’ego Jamesa Plac Waszyngtona (Washington Square, 1997) z Jennifer Jason Leigh, Maggie Smith i Jennifer Garner pojawił się jako młodzieniec zakochany w córce zamożnego lekarza. W dramacie wojennym Terrence’a Malicka Cienka czerwona linia (The Thin Red Line, 1998) z Adrienem Brody, Jamesem Caviezelem i Nickiem Nolte wystąpił w roli szeregowego Bella.
W debiutanckim filmie Janusza Kamińskiego Stracone dusze (Lost Souls, 2000) z Winoną Ryder wcielił się w szanowanego nowojorskiego dziennikarza zajmującego się sprawami kryminalnymi. W komedii kryminalnej Dziewczyna na urodziny (Birthday Girl, 2001) z Nicole Kidman i Vincentem Casselem zagrał postać urzędnika bankowego na angielskiej prowincji, który przez biuro matrymonialne znajduje świetną kandydatkę w Rosji. W 2003 za kreację teatralną w sztuce Williama Nicholsona Odwrót (The Retreat from Moscow) otrzymał nominację do nagrody Tony.

## Filmografia
- Soldier Soldier (1991-1997) jako Fizylier Jago (gość)
- Pożyczalscy (The Borrowers, 1992) jako Ditchley
- Bye Bye Baby (1992) jako Leo
- A Fatal Inversion (1992) jako Niosący wiadmość
- Okruchy dnia (The Remains of the day, 1993) jako Charlie
- The Return of the Borrowers (1993) jako Ditchley
- A Few Short Journeys of the Heart (1994) jako Tim
- Feast of July (1995) jako Con Wainwright
- Resort to Murder (1995) jako Joshua Penny
- Game On (1995-1998) jako Matthew Malone(1995)
- Jak pies z kotem (The Truth about cats and dogs, 1996) jako Brian
- Plac Waszyngtona (Washington Square, 1997) jako Morris Townsend
- Cienka czerwona linia (The Thin Red Line, 1998) jako Jack Bell
- Stracone dusze (Lost Souls, 2000) jako Peter Kelson
- Dziewczyna na urodziny (Birthday Girl, 2001) jako John
- The Touch (2002) jako Eric
- Śmiertelna wyliczanka (Murder by Numbers, 2002) jako Sam Kennedy
- Królowa sceny (Stage Beauty, 2004) jako George Villiers, Książę Buckingham
- Podróż do Nowej Ziemi (The New World, 2005) jako Jehu Robinson
- Chromophobia (2005) jako Trent
- Dangerous Parking (2006) jako Noah Arkwright
- Two Weeks (2006) jako Keith
- Dorian Gray (2009) jako Basil Hallward
- Kopciuszek (2015) jako ojciec Kopciuszka